# Паженчев (гміна)
Гміна Паженчев (пол. Gmina Parzęczew) — місько-сільська гміна у центральній Польщі. Належить до Зґерського повіту Лодзинського воєводства.
Станом на 31 грудня 2011 у гміні проживало 5107 осіб.

## Площа
Згідно з даними за 2007 рік площа гміни становила 103.82 км², у тому числі:
- орні землі: 73.00%
- ліси: 15.00%

Таким чином, площа гміни становить 12.16% площі повіту.

## Населення
Станом на 31 грудня 2011:
| Опис     | Загалом | Загалом | Чоловіки | Чоловіки | Жінки | Жінки |
| -------- | ------- | ------- | -------- | -------- | ----- | ----- |
| одиниця  | осіб    | %       | осіб     | %        | осіб  | %     |
| все      | 5107    | 100     | 2634     | 51.58    | 2473  | 48.42 |
| міське   | 0       | 100     | 0        |          | 0     |       |
| сільське | 5107    | 100     | 2634     | 51.58    | 2473  | 48.42 |

## Сусідні гміни
Гміна Паженчев межує з такими гмінами: Александрув-Лодзький, Вартковіце, Далікув, Зґеж, Ленчиця, Озоркув, Озоркув.